# 2024 en Europe
Chronologie de l’Europe
- 2020
- 2021
- 2022
- 2023
- 2024
- 2025
- 2026
- 2027
- 2028

## Climat et environnement
Depuis les années 1980, le climat européen s'est réchauffé deux fois plus vite que dans le reste du monde. Depuis 2020, l’Europe a connu ses trois années les plus chaudes jamais enregistrées (11 records de chaleur de 2007 à 2024). Cette tendance s'est poursuivie en 2024, mais avec un climat géographiquement contrasté (sec et extrêmement chaud à l’Est, et nuageux, humide et plus frais à l’Ouest avec des inondations historiques (depuis 2013, affectant environ un tiers des rivières). Des inondations extrêmes ont touché l'Europe centrale et orientale (associés à la tempête Boris qui a touché des centaines de milliers de personnes, avec des inondations localement mortelles en Allemagne, Pologne, Autriche, Hongrie, Tchéquie, Slovaquie, Roumanie et Italie Valence). Valence a aussi connu inondation record en Espagne). 30 % du réseau fluvial européen a dépassé le seuil d'inondation dit « élevé » au moins une fois dans l'année, et 12 % ont dépassé le seuil d'« inondation grave ». Selon le rapport Copernicus et l’Organisation météorologique mondiale, le réchauffement du continent est alarmant : 2024 a été l’année la plus chaude jamais enregistrée en Europe, et la température de la mer a battu des records historiques (+0,7°C en Europe et +1,2°C en Méditerranée). 2024 a connu le second nombre le plus élevé de journées de chaleur extrême, avec en juillet, dans l'Europe du Sud-est une vague sans précédent, de 13 jours consécutifs, étendue sur 55 % de la région ; avec un nombre record de jours de « fort stress thermique » (66 jours) et de nuits tropicales (23 jours) durant l'été. 110 000 hectares de forêt ont brûlé en septembre en une semaine au Portugal.
Le froid continue à reculer avec seulement 30 % des terres ayant connu plus de 90 jours de gel (contre une moyenne de 50 % sur les 30 dernière années),.

## Événements
L'invasion de l'Ukraine par la Russie se poursuit.

### Janvier
- 1er janvier : la Belgique prend la présidence du Conseil de l'Union européenne pour six mois.
- 6 janvier : les forces russes attaquent le raïon de Pokrovsk, dans l'oblast de Donetsk, avec des missiles S-300. tuant au moins 11 personnes dont cinq enfants, et en blessant huit autres[5].
- 9 janvier : le précédent ministre de l'intérieur polonais Mariusz Kamiński, et un de ses proches collaborateurs Maciej Wasik, sont arrêtés par la police polonaise dans le palais présidentiel et amené directement en prison, car en décembre 2023 ils avaient été condamnés à 2 ans ferme pour avoir fait surveiller illégalement un membre du gouvernement en 2007, lorsque Kaminski était le chef du bureau central anticorruption[6].
- 14 janvier : abdication de Margrethe II, reine de Danemark, en faveur de son fils Frederik X.
- 19 au 21 janvier : après la révélation d'un accord secret de l'AfD avec des groupes néonazis pour expulser massivement des ressortissants étrangers et des citoyens allemands d'origine étrangère en cas d'une arrivée au pouvoir de l'AfD, des manifestations contre l'extrême-droite ont lieu à travers toute l'Allemagne, réunissant plus de 1.4 million de personnes[7],[8].
- 21 janvier : référendums au Liechtenstein.
- 22 janvier : en Ukraine, Volodymyr Zelensky signe un décret reconnaissant certains territoires russes, notamment certaines parties de l'oblast de Briansk et du kraï de Krasnodar, comme historiquement habités par des Ukrainiens[9].
- 24 janvier : accident aérien à Yablonovo en Russie.
- 28 janvier :
  - élection présidentielle en Finlande (1er tour) ;
  - Talat Xhaferi devient président du gouvernement de Macédoine du Nord.
- 31 janvier : la Russie et l’Ukraine procèdent à un échange de prisonniers à la frontière, 195 soldats sont renvoyés en Russie et 207 militaires et civils sont renvoyés en Ukraine, respectivement. L'accord a été facilité par les Émirats arabes unis[10].

### Février
- 3 février : l'Exécutif d'Irlande du Nord reprend son activité après deux ans de boycott unioniste, la nationaliste Michelle O'Neill et l'unioniste Emma Little-Pengelly devenant respectivement Première ministre et vice-Première ministre d'Irlande du Nord.
- 8 février : Irakli Kobakhidze succède à Irakli Garibachvili au poste de Premier ministre de Géorgie.
- 10 février : démission de Katalin Novák, présidente de la république de Hongrie, accusée d'avoir gracié un condamné dans une affaire de pédocriminalité.
- 11 février : élection présidentielle en Finlande (2e tour), Alexander Stubb est élu.
- 15 février : en Grèce, le Parlement légalise le mariage et l'adoption pour les couples de même sexe[11].
- 18 février : élections au Parlement de Galice en Espagne.
- 25 février :
  - élections législatives en Biélorussie ;
  - référendum au Liechtenstein.
- 26 février : élection présidentielle en Hongrie, Tamás Sulyok est élu.
- 28 février : les responsables de la région séparatiste de Transnistrie, soutenue par la Russie et reconnue internationalement comme faisant partie de la Moldavie, appellent la Douma russe à intervenir davantage en Transnistrie dans un contexte de tensions croissantes avec le gouvernement moldave[12].

### Mars
- 7 mars : la Suède devient membre de l'OTAN.
- 8 mars : référendums constitutionnels en Irlande, les électeurs rejettent deux référendums constitutionnels sur la famille et les soins.
- 10 mars : élections législatives au Portugal, l'Alliance démocratique remporte le plus de sièges lors du scrutin.
- 15 mars : au moins 20 personnes sont tuées et 70 autres blessées lors d'une frappe de missile russe à double frappe à Odessa[13].
- 16 mars : Vaughan Gething est élu chef du Parti travailliste gallois avec 51,7 % des voix, faisant de lui le premier Premier ministre noir du Pays de Galles après son entrée en fonction[14].
- 17 mars : élection présidentielle en Russie, Vladimir Poutine est réélu dès le premier tour du scrutin.
- 22 mars : attentat du Crocus City Hall à Krasnogorsk en Russie.
- 23 mars : élection présidentielle en Slovaquie (1er tour).
- 24 mars : un missile russe viole l'espace aérien de l'OTAN au-dessus de la Pologne, provoquant l'activation des avions de l'armée de l'air polonaise[15].
- 27 mars :
  - élection présidentielle à Malte, Myriam Spiteri Debono est élue ;
  - seize personnes sont blessées, dont quatre enfants, et une personne est tuée à la suite de l'attaque de bombes guidées russes sur Kharkiv (Ukraine)[16].
- 30 mars : plus de 150 personnes sont évacuées après qu'un homme a retenu quatre personnes en otage dans une discothèque à Ede (Pays-Bas), pendant six heures et a menacé de se faire exploser ; la police arrête l'homme sur les lieux[17].
- 31 mars : la Bulgarie et la Roumanie rejoignent l'espace Schengen, ouvrant ainsi les voyages aériens et maritimes sans contrôles aux frontières[18].

### Avril
- 2 avril : un enfant est tué et deux autres sont blessés lors d'une fusillade dans une école à Vantaa, en Finlande.
- 4 avril : la Russie lance plusieurs frappes de drones Shahed à Kharkiv, en Ukraine, tuant au moins cinq personnes et en blessant cinq autres[19].
- 6 avril :
  - élection présidentielle en Slovaquie (2e tour), Peter Pellegrini est élu ;
  - une frappe de drone russe sur Kharkiv, en Ukraine, tue six civils et en blesse 10 autres ; au moins neuf immeubles de grande hauteur sont gravement endommagés[20].
- 7 avril : l'AIEA rapporte que l'unité 6 de la centrale nucléaire de Zaporijjia a été ciblée par une frappe de drone, bien que la sécurité nucléaire n'ait pas été compromise[21].
- 9 avril :
  - Dimitar Glavtchev devient Premier ministre de Bulgarie ;
  - Simon Harris devient Premier ministre d'Irlande ;
  - Bjarni Benediktsson est nommé Premier ministre d'Islande.
- 10 avril : le Parlement européen adopte définitivement le pacte migratoire, nouvelle législation qui contient une procédure accélérée pour examiner des demandes d'asile, à proximité des frontières extérieures, via un système de « filtrage » obligatoire et préalable à l'entrée d'un migrant dans l'UE, et le durcissement des conditions d'entrée aux frontières extérieures de l'Union européenne[22].
- 14 avril : des bombardements de l'armée ukrainienne sur la ville sous contrôle russe de Tokmak font 16 morts dans la région de Zaporijjia, dans le sud de l'Ukraine[23].
- 16 avril : un incendie se déclare dans le bâtiment de la Bourse de Copenhague au Danemark, datant du XVIIe siècle, notamment à cause de l'effondrement du célèbre Dragespir[24].
- 17 avril : élections législatives en Croatie, La coalition dirigée par le HDZ remporte le plus grand nombre de sièges, mais n'atteint pas la majorité.
- 21 avril : élections au Parlement basque en Espagne.
- 24 avril : élection présidentielle en Macédoine du Nord.
- 28 avril : l'Ukraine se retire des villages de Berdychi, Semenivka et Novomykhailivka dans l'oblast de Donetsk[25].

### Mai
- 8 mai : élections législatives et élection présidentielle (2e tour) en Macédoine du Nord, Gordana Siljanovska-Davkova est élue présidente.
- 11 mai : finale du Concours Eurovision de la chanson à Malmö en Suède.
- 8 au 12 mai : 59e édition des championnats d'Europe de karaté en Croatie.
- 9 au 12 mai : 26e édition des championnats d'Europe de taekwondo en Serbie.
- 12 mai : référendum constitutionnel et élection présidentielle en Lituanie.
- 15 mai : tentative d'assassinat de Robert Fico en Slovaquie.
- 23 mai : sept personnes sont tuées et au moins 28 sont blessées lors de frappes de missiles russes à Lioubotyn et Kharkiv, en Ukraine[26].
- 26 mai : élection présidentielle en Lituanie (2d tour), Gitanas Nauseda est réélu.
- 31 mai : trois personnes sont tuées et seize autres blessées dans des frappes russes, à Kharkiv en Ukraine[27].

### Juin
- 1er juin :
  - élection présidentielle en Islande, Halla Tómasdóttir est élue ;
  - la Russie lance des frappes de missiles et de drones sur l'Ukraine, blessant au moins quatre personnes et endommageant des infrastructures critiques, notamment des installations énergétiques[28].
- 3 juin : trois personnes sont tuées dans des attaques russes dans l'est et le nord-est de l'Ukraine[29].
- 6 juin : quatre personnes sont tuées et plus de vingt autres blessées lorsqu'un train de voyageurs entre en collision avec un train de marchandises à Pardubice, en République tchèque[30].
- 6 au 9 juin : élections européennes.
- 7 au 12 juin : 26e édition des championnats d'Europe d'athlétisme à Rome.
- 7 juin : au moins vingt-trois personnes sont tuées, et des dizaines d'autres blessées par des frappes ukrainiennes ayant visé des zones contrôlées par la Russie dans l'est et le sud de l'Ukraine[31].
- 9 juin :
  - élections législatives en Bulgarie ;
  - élections législatives à Saint-Marin ;
  - référendum en Slovénie.
- 10 au 23 juin : 37e édition des championnats d'Europe de natation à Belgrade.
- 14 juin au 14 juillet : championnat d'Europe de football 2024 en Allemagne.
- 16 juin : référendum au Liechtenstein.
- 18 au 23 juin : 37e édition des championnats d'Europe d'escrime à Bâle, en Suisse.

### Juillet
- 1er juillet : la Hongrie prend la présidence du Conseil de l'Union européenne pour six mois.
- 2 juillet : Dick Schoof devient Premier ministre des Pays-Bas.
- 4 juillet : élections générales au Royaume-Uni, remportées par le Parti travailliste.
- 5 juillet : Keir Starmer devient Premier ministre du Royaume-Uni.
- 15 juillet : démission de Kaja Kallas, Première ministre d'Estonie.
- 18 juillet :
  - 4e sommet de la Communauté politique européenne en Angleterre ;
  - Ursula von der Leyen est réélue présidente de la Commission européenne.
- 24 juillet : des plongeurs polonais annoncent avoir découvert une épave de navire du XIXe siècle dans la mer Baltique au large de la Suède, contenant des caisses de champagne et de porcelaine[32].
- 29 juillet : une attaque au couteau à Southport, dans le Merseyside (Angleterre) fait trois morts ; des émeutes  se déclenchent ensuite.

### Août
- 6 août : début d'une incursion ukrainienne dans l’oblast de Koursk en Russie.

### Septembre
- 1er septembre : élections régionales en Saxe et en Thuringe (Allemagne).
- 3 septembre : au moins 50 personnes sont tuées, et 200 autres blessées, par deux missiles balistiques visant un centre d'entraînement militaire et un hôpital voisin, à Poltava dans le centre-est de l'Ukraine[33].
- 14 septembre : des inondations touchent l'Europe centrale et font plusieurs morts.
- 20-21 septembre : élections sénatoriales en Tchéquie.
- 22 septembre :
  - élections régionales en Brandebourg (Allemagne) ;
  - référendum au Liechtenstein.
- 28 septembre : au moins neuf personnes sont tuées, 48 autres sont portées disparues, et 27 sont secourues, après le naufrage d'un bateau transportant des migrants au large des îles Canaries, en Espagne[34].
- 29 septembre: élections législatives en Autriche, le FPÖ est en tête.

### Octobre
- 4 octobre : quatorze personnes sont tuées lors d'inondations et de glissements de terrain à Jablanica, en Bosnie-Herzégovine[35].
- 8 octobre : le prix Nobel de physique est attribué à l'informaticien et psychologue brittano-canadien Geoffrey Hinton, ainsi qu'au physicien étasunien John Hopfield, pour leurs travaux sur l'apprentissage automatique.
- 9 octobre : le prix Nobel de chimie est attribué à l'entrepreneur et chercheur en intelligence artificielle britannique Demis Hassabis, ainsi qu'à l'entrepreneur et scientifique étasunien John M. Jumper et au biochimiste étasunien David Baker, pour leurs travaux sur les protéines
- 13 et 27 octobre : élections législatives en Lituanie.
- 20 octobre : élection présidentielle et référendum constitutionnel en Moldavie.
- 27 octobre : élections législatives en Bulgarie.
- 30 octobre : des inondations en Espagne font plusieurs dizaines de morts, principalement dans la région de Valence.

### Novembre
- 1er novembre : effondrement de l'auvent de la gare de Novi Sad en Serbie, suivi d'une série de manifestations.
- 3 novembre : élection présidentielle en Moldavie (2d tour), Maia Sandu est réélue.
- 7 novembre :
  - en Allemagne, la coalition au pouvoir s’effondre en raison de désaccords sur les politiques économiques ;
  - 5e sommet de la Communauté politique européenne à Budapest en Hongrie.
- 16 novembre: 22e édition du Concours Eurovision de la chanson junior à Madrid.
- 21 novembre : Gintautas Paluckas est élu Premier ministre de la Lituanie.
- 24 novembre : élection présidentielle en Roumanie.
- 29 novembre : élections législatives en Irlande.
- 30 novembre : élections législatives en Islande.

### Décembre
- 1er décembre :
  - élections parlementaires en Roumanie ;
  - la commission von der Leyen II entre en fonction, António Costa devient président du Conseil européen.
- 20 décembre :
  - attentat du marché de Noël de Magdebourg en Allemagne ;
  - huit personnes sont tuées et dix-huit autres sont secourues, après le naufrage d'un hors-bord transportant des migrants au large des côtes de Rhodes, en Grèce[36].
- 29 décembre : élection présidentielle en Croatie.